# Georg Hohermuth
Georg Hohermuth († 1540) byl německý conquistador a guvernér Malých Benátek, soukromé kolonie německého finančního rodu Welserů. Pocházel ze Špýru, proto je také zván Georg von Speyer (španělsky Jorge Espira).
V roce 1535 se vydal z přístavu Coro na výpravu do vnitrozemí Venezuely a Kolumbie, přešel přes pohoří Mérida a povodí řek Apure a Meta až k hranici území Čibčů. Zde se v prosinci 1536 pokusil dojít k jezeru Guatavita, jenže byl na úpatí Východního pohoří odražen útoky indiánů. Hohermuth se obrátil zpět a jen s pětinou svých mužů se dne 27. května 1538 vrátil do Cora.